# Lollipopfestivalen
Lollipopfestivalen var en tvådagars musikfestival som anordnades tre gånger på Lida friluftsområde somrarna 1995–1997 av Håkan Waxegård i samarbete med EMA Telstar och tidningen Pop. Bob Dylan, David Bowie, John Fogerty, Johnny Cash, The Chemical Brothers och The Prodigy var några av de mest namnkunniga artisterna som uppträdde på Lollipopfestivalen.
1995 var Lollipop också en turnerande minifestival då grupperna D-A-D, Brainpool Sator och Kent uppträdde i Helsingborg, Göteborg, Västervik, Borlänge, Visby, Örnsköldsvik och Karlstad.
1997 lade EMA ned festivalen. Som uppföljning startades festivalen Fanclub som dock kom att försättas i konkurs ett år senare.

## Artister 1995
- Paul Weller
- Neneh Cherry
- The Prodigy
- Therapy?
- Just D
- Lisa Nilsson
- D-A-D
- Heather Nova
- Whale
- Kent
- Brainpool
- The Beautiful South
- Paradise Lost
- Addis Black Widow
- Broder Daniel
- The Latin Kings
- Mary Beats Jane
- Pulp
- Fistfunk
- Salt
- Millencolin
- Infinite Mass
- Plastikman
- Carl Cox
- James Lavelle
- Renegade Soundwave
- Josh Wink, Depth Charge
- DJ Skull
- Cari Lekebusch
- Alexi Delano
- Tony Zoulias
- Lucky People Center
- Percy Nilegård & Sam Spandex
- The Stone Roses
- Eric Shields
- Peace, Love and Pitbulls (Thåström)

## Artister 1996
- Absent Minded (ADL)
- Advent
- Juan Atkins
- Beck
- Andy Bell & Alex Lowe
- Black Grape
- Blacknuss All Stars
- Bob hund
- Brainpool
- Broder Daniel
- Bumblebees
- Busty
- Nick Cave & The Bad Seeds
- The Chemical Brothers
- Chevy
- Coldcut
- Carl Cox
- Deep Blue Something
- Alexi Delano
- Dirty Three
- Doctor Rockit
- Bob Dylan
- Eggstone
- Falcon & Sleepy
- Timbuktu
- Fidget
- Fluffy
- Ghostface Killah
- Goldie
- Hardfloor
- The Hellacopters
- The High Llamas
- Jedi Knights
- Joshua & Abel
- Kent
- Kula Shaker
- The Latin Kings
- Leftfield
- Leila K
- Cari Lekebusch
- Lionrock
- Jonas Lönnå
- Mad Mats
- Maria McKee
- Mazarine Street
- Jeff Mills
- Mother Superior
- Mufflon 5
- Northern Uproar
- Orup
- Pharcyde
- Courtney Pine
- Pineforest Crunch
- The Prodigy
- Randy
- Refused
- Robyn
- Silverbullet
- Sobsister
- Speaker
- Jon Spencer Blues Explosion
- St. Etienne
- Stereolab
- Teenage Fanclub
- Tindersticks
- Underworld
- Yvonne
- Tony Zoulias
- Två Blåbär
- R.L. Burnside

## Artister 1997
- Air
- Ross Allen
- Dave Angel
- Anokha
- Bad Cash Quartet
- The Barbwires
- The Bear Quartet
- Ashley Beedle
- Joey Beltram
- Adam Beyer
- Bluenote
- Blues Traveler
- David Bowie
- Billy Bragg
- Brown
- Jennifer Brown
- Terry Callier
- Caroline af Ugglas
- Johnny Cash
- The Chemical Brothers
- Alex Chilton
- MC Cleveland Watkiss
- Carl Craig
- De La Soul
- Death In Vegas
- The Diggers
- Dimitri From Paris
- Dismember (HOK Party)
- Divine Comedy
- DJ Sneak
- Doc Scott
- Dr Bob Jones
- The Drowners
- Fabio
- Faith No More
- Fireside
- John Fogerty
- Laurent Garnier
- Girlfrendo
- Grand Central
- Grand Tone Music
- Green Velvet
- Grooverider
- Heavenly Jukebox
- The Hellacopters
- Honey Is Cool
- Hurricane #1
- Idjut Boys
- Scratchaholics
- Invisibl Scratch Piklz
- Jamiroquai
- Komeda
- Koop
- Cari Lekebusch
- Loosegoats
- Mad Mats
- Metalheadz
- Nuphonic Turntable Orchestra
- Olivia Tremor Control
- Augustus Pablo & Junior Delgado
- Plastikman
- Primal Scream
- The Psychonauts
- Randall
- Ernest Ranglin
- Refused
- Roni Size & DJ Krust + MC Dynamite
- Smog
- The Soundtrack of Our Lives
- Spiritualized
- The Staple Singers
- Steve Earle
- Superswirls
- Vegetable Vision/Light Surgeons
- The Wannadies
- Weeping Willows
- Tony Zoulias